# Хав'єр Даріо Ігуера Анхель
Хав'єр Даріо Ігуера Анхель (ісп. Javier Darío Higuera Angel) — колумбійський дипломат. Надзвичайний і Повноважний Посол Колумбії в Польщі та в Литві, Латвії, Естонії, Молдові, Болгарії, Україні за сумісництвом. Доктор економічних наук.

## Життєпис
Навчався в університетах у Боготі, Женеві та Софії, економіст зі ступенем магістра міжнародних відносин, політика та економіка.
Протягом усієї своєї кар'єри він працював за кордоном як повноважний міністр Місії Колумбії в Європейському Союзі, генеральним консулом в Бельгії і Люксембурзі, консулом Колумбії у Нідерландах, тимчасовим повіреним у справах Колумбії в Болгарії.
Працював на різних посадах в Міністерстві зовнішніх відносин, займався координацією питань Європейського Союзу та Східної Європи.
Він брав участь у багатосторонніх і двосторонніх переговорах з питань міграції в таких областях, як Celac-ЄС, Тихоокеанський альянс, МЕРКОСУР, південноамериканської конференція з питань міграції, УНАСУР і Андське співтовариство.
Він також був членом групи переговорів Колумбії в рамках Угоди про вільну торгівлю з Сполученими Штатами Америки.
У 2014—2017 рр. — директор з питань міграції, консульських справ та служб громадян Міністерства закордонних справ Колумбії.
У вересні 2017 року — призначений Надзвичайний і Повноважний Посол Колумбії в Польщі.
З березня 2018 року — Надзвичайний і Повноважний Посол Колумбії у Литві.
З квітня 2018 року — Надзвичайний і Повноважний Посол Колумбії у Латвії.
З квітня 2018 року — Надзвичайний і Повноважний Посол Колумбії в Естонії.
21 вересня 2018 року — вручив копії вірчих грамот в Міністерстві закордонних справ України.
7 листопада 2018 року — Надзвичайний і Повноважний Посол Колумбії в Молдові.